# WASH-1400
 (août 2022).
La mise en forme du texte ne suit pas les recommandations de Wikipédia : il faut le « wikifier ».
Les points d'amélioration suivants sont les cas les plus fréquents. Le détail des points à revoir est peut-être précisé sur la page de discussion.
- Les titres sont pré-formatés par le logiciel. Ils ne sont ni en capitales, ni en gras.
- Le texte ne doit pas être écrit en capitales (les noms de famille non plus), ni en gras, ni en italique, ni en « petit »…
- Le gras n'est utilisé que pour surligner le titre de l'article dans l'introduction, une seule fois.
- L'italique est rarement utilisé : mots en langue étrangère, titres d'œuvres, noms de bateaux, etc.
- Les citations ne sont pas en italique mais en corps de texte normal. Elles sont entourées par des guillemets français : « et ».
- Les listes à puces sont à éviter, des paragraphes rédigés étant largement préférés. Les tableaux sont à réserver à la présentation de données structurées (résultats, etc.).
- Les appels de note de bas de page (petits chiffres en exposant, introduits par l'outil «  Source ») sont à placer entre la fin de phrase et le point final[comme ça].
- Les liens internes (vers d'autres articles de Wikipédia) sont à choisir avec parcimonie. Créez des liens vers des articles approfondissant le sujet. Les termes génériques sans rapport avec le sujet sont à éviter, ainsi que les répétitions de liens vers un même terme.
- Les liens externes sont à placer uniquement dans une section « Liens externes », à la fin de l'article. Ces liens sont à choisir avec parcimonie suivant les règles définies. Si un lien sert de source à l'article, son insertion dans le texte est à faire par les notes de bas de page.
- La présentation des références doit suivre les conventions bibliographiques. Il est recommandé d'utiliser les modèles {{Ouvrage}}, {{Chapitre}}, {{Article}}, {{Lien web}} et/ou {{Bibliographie}}. Le mode d'édition visuel peut mettre en forme automatiquement les références.
- Insérer une infobox (cadre d'informations à droite) n'est pas obligatoire pour parachever la mise en page.

Pour une aide détaillée, merci de consulter Aide:Wikification.
Si vous pensez que ces points ont été résolus, vous pouvez retirer ce bandeau et améliorer la mise en forme d'un autre article.
 (août 2022).
WASH-1400, "The Reactor Safety Study" (étude de sûreté des réacteurs nucléaires), est un rapport produit en 1975 pour la Commission de règlementation nucléaire par un comité de spécialistes dirigé par le professeur Norman Rasmussen. Il "a généré une tempête de critiques dans les années qui ont suivi sa sortie". Dans les années qui ont immédiatement suivi sa sortie, WASH-1400 a été suivi d'un certain nombre de rapports complémentaires qui soit examinaient sa méthodologie par des pairs, soit offraient leurs propres évaluations sur les probabilités et les conséquences de divers événements pouvant survenir dans les réacteurs commerciaux. Certains ont ouvertement critiqué tant les hypothèses et la méthodologie et les calculs que les procédures d'examen par les pairs et l'objectivité de l'étude.
Le rapport anticipait de manière réaliste l'impact qu'un tsunami pourrait avoir sur une centrale nucléaire. Il a notamment conclu que "certaines centrales situées en bord de la mer pouvaient avoir à subir un tsunami ainsi que des vagues importantes ou des hauteurs d'eau élevées du fait des ouragans. Dans ces situations, la conception de la centrale doit prendre en compte les hauteurs d'eau les plus importants auxquels on peut s'attendre. Pour autant, de tels événements ont été évalués comme représentant des risques négligeables." (Section 5.4.6 "Autres causes externes")

## Aperçu

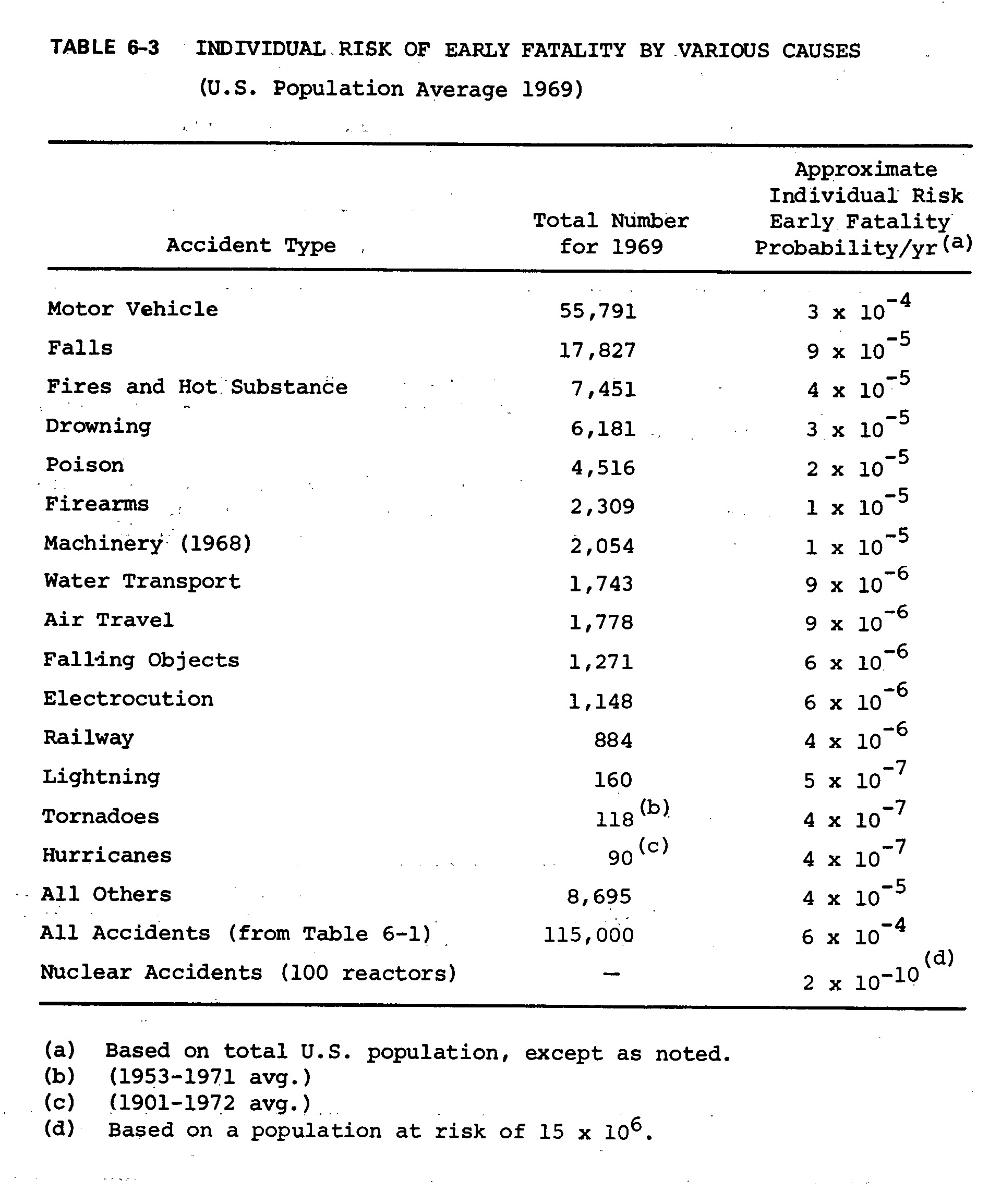
Risque individuel de décès précoce par diverses causes, Tableau 6-3, WASH-1400 pg. 112

Le rapport WASH-1400 a examiné le cours des événements qui pourraient survenir lors d'un accident grave touchant les réacteurs à eau légère modernes. Il a estimé pour chacun les conséquences radiologiques et leur probabilité de leur survenance, à l'aide d'une approche arbre de défaillances / arbre d'événements. Cette technique est appelée évaluation probabiliste des risques (ERP). Le rapport a conclu que les risques pour l'individu posés par les centrales nucléaires étaient particulièrement faibles par rapport à d'autres risques tolérables. De manière plus précise, par rapport à l'état de l'art disponible à l'époque (méthodes, ressources, connaissances), la probabilité d'une fusion complète du cœur est estimée à environ 1 sur 20 000 par réacteur et par an.
L'étude a été examinée par des pairs par le « comité Lewis » en 1977, qui a largement approuvé la méthodologie comme la meilleure disponible, mais a averti que les chiffres de risque étaient soumis à une grande incertitude.
La méthodologie employée dans le rapport WASH 1400 a ensuite été étendue à l'ensemble des centrales nucléaires modernes dans le cadre de leurs évaluations de la sûreté. Dans les années 1990, toutes les centrales nucléaires américaines ont soumise à la rédaction de tels rapports dans le cadre du programme d'examen individuel des centrales , et cinq d'entre elles ont servi de base à de nouvelles études.
Selon le tableau 6-3 du rapport WASH-1400, les individus ont moins de 1 chance sur 5 000 000 000 de mourir chaque année de l'exploitation de 100 centrales nucléaires aux États-Unis. C'est moins que le risque annuel d'être frappé par la foudre et d'être tué (1 sur 20 000 000), d'être victime d'une collision automobile mortelle (1 chance sur 3 000 de mourir).

## Critique et débat
Dans les années qui ont suivi sa publication, WASH-1400 a suscité de nombreuses controverses sur ses méthodes et a vu plusieurs critiques quant aux probabilités et aux conséquences d'événements indésirables pouvant survenir dans les réacteurs nucléaires . Un panel de scientifiques organisé par l'American Physical Society (A.P.S.) "a trouvé beaucoup à critiquer" dans le rapport WASH-1400. Le groupe d'experts a noté que les estimations des décès n'avaient pris en compte que les décès au cours des 24 premières heures suivant un accident, bien que d'autres voies (par exemple, via le césium radioactif) puissent entraîner des expositions environnementales importantes après la phase aiguë d'un accident et exposer de larges populations à des effets néfastes, bien qu'à petites doses. L'augmentation de la probabilité de cancers radio-induits ne serait alors visible que des années après l'accident. L'A.P.S. a également critiqué les méthodes employées pour évaluer les performances des systèmes de refroidissement d'urgence.
En juin 1976, le sous-comité de la Chambre sur l'énergie et l'environnement a tenu des audiences afin de confirmer la validité des conclusions du rapport.
Dans un rapport de 1978, le groupe d'examen dirigé par le professeur Harold Lewis de l'Université de Californie a conclu que "les incertitudes dans les estimations de WASH-1400 des probabilités d'accidents graves étaient en général largement sous-estimées".